# Batevito
No confundir con: «Río Batevito»
Batevito, o también llamado Colonia Irrigación, es un ejido del municipio de Benito Juárez, ubicado en el sur del estado mexicano de Sonora en la zona del valle del Yaqui. Según los datos del Censo de Población y Vivienda realizado en 2010 por el Instituto Nacional de Estadística y Geografía (INEGI), Batevito (Colonia Irrigación) tiene un total de 453 habitantes.

## Geografía
Batevito se sitúa en las coordenadas geográficas 27°6′59″ de latitud norte y 109°52′21″ de longitud oeste del meridiano de Greenwich, a una elevación de 15 metros sobre el nivel del mar.